# LUNA Analog Facility

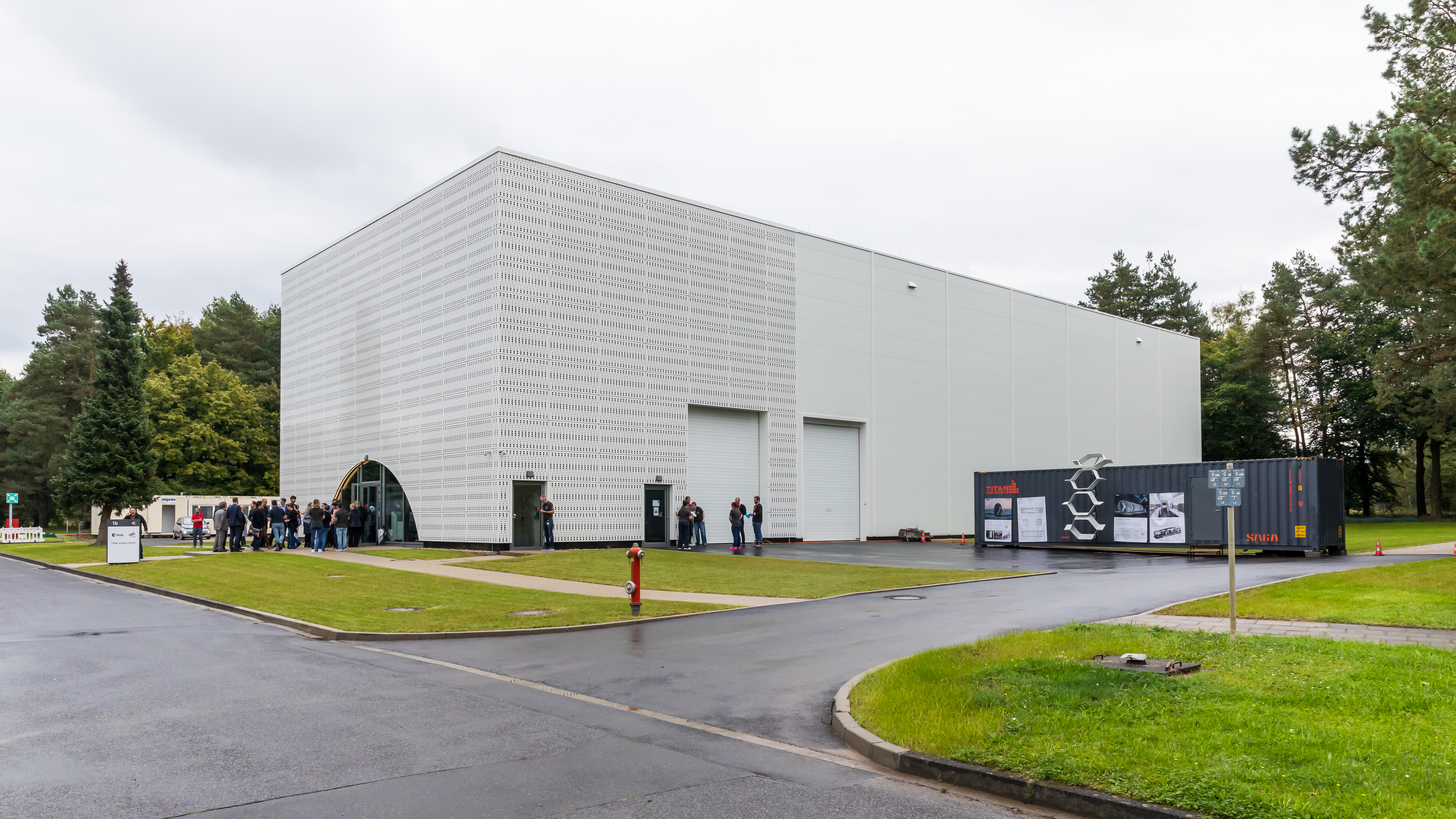
Gebäude der LUNA Analog Facility

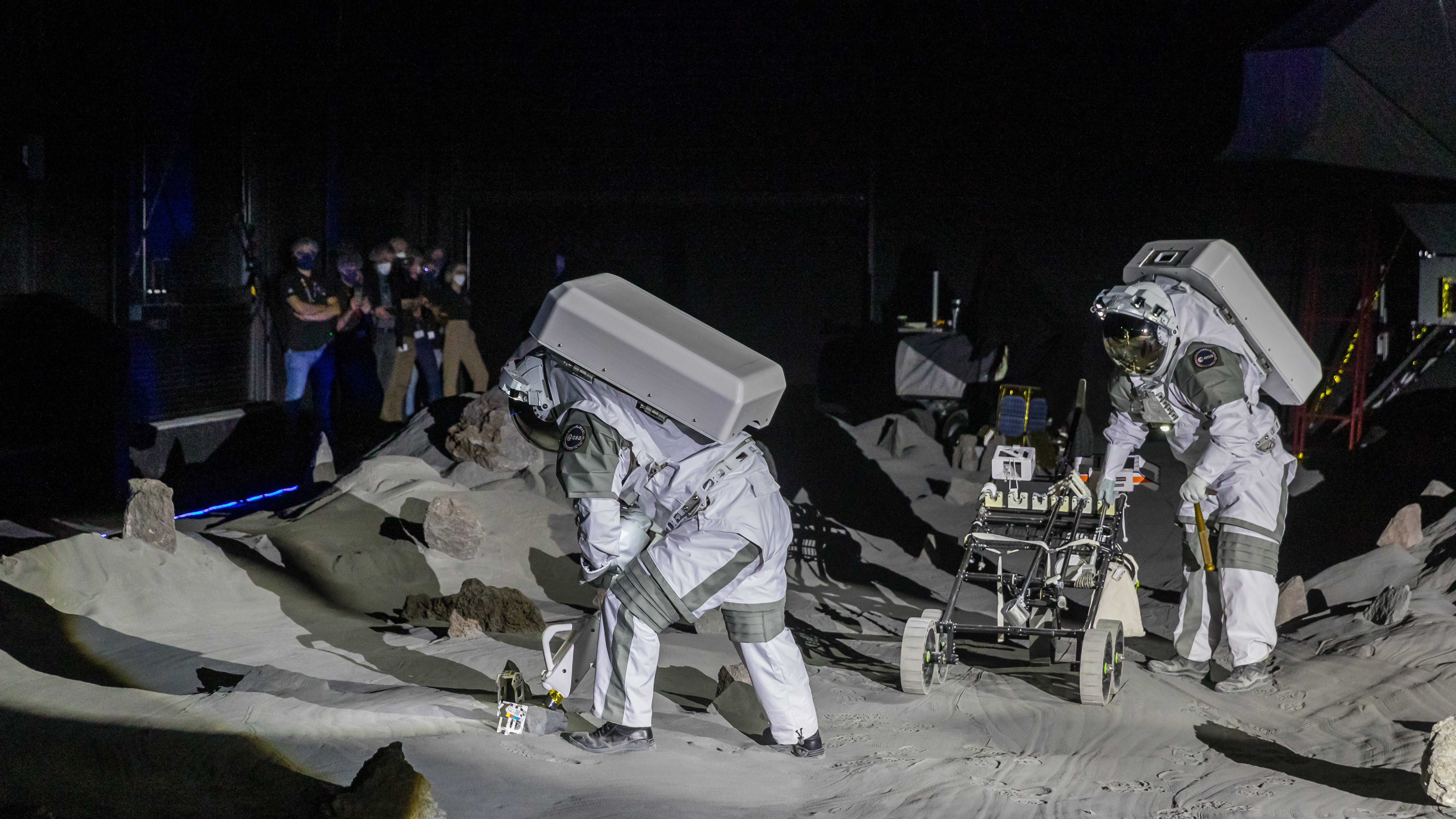
Demonstration durch zwei Astronauten am Eröffnungstag

Die LUNA Analog Facility ist eine Einrichtung zur Vorbereitung zukünftiger Missionen zum Erdmond. Sie befindet sich in Köln-Porz und ist in Zusammenarbeit von DLR und ESA entstanden. Die Einrichtung wurde am 25. September 2024 eröffnet und soll auch der Vorbereitung in Kooperationen mit der NASA für das Artemis-Programm dienen.